# Cesta Estipiota
Cesta Estipiota o (en griego: Κεστά Στυππιώτης; transliteración: Kesta Styppiotes) fue doméstico de las escolas  del Imperio bizantino en c. 883.
Por su apellido se deduce que sería originario de la ciudad de Stypion (actual Štip), mientras que su nombre muestra que fue un eslavo o búlgaro. En 883, sucedió a Andrés el Escita como doméstico de las escolas (comandante en jefe del ejército bizantino). La desgracia de Andrés ha sido atribuida a la caída del emperador Basilio I el Macedonio y de su heredero León VI el Sabio al mismo tiempo, con Andrés siendo acusado como partidario de León, o de acusaciones de timidez contra los árabes de Tarso y el fracaso de explotar su victoria contra ellos.
Cesta hizo campaña contra los tarsenses, pero su liderazgo negligente permitió que estos, al mando de Yazaman al-Khadim, sorprendieran y aplastaran su campamento en un ataque nocturno. Según Al-Tabari (quién erróneamente menciona a Andrés como comandante de los bizantinos) esto sucedió el 11 de septiembre de 883, y el ejército bizantino fue diezmado: cronistas árabes, con gran exageración, reportan que de 70 000 a 100 000 bizantinos fueron asesinados, y que Cesta, junto con los strategos del Thema Anatólico y de Capadocia cayeron en el campo, mientras que el comandante de la fortaleza de Koron apenas pudo escapar a pesar de sus graves heridas. Luego de esta debacle, Andrés el Escita fue vuelto a nombrar como doméstico de las escolas.
Es probable que los cautivos de este desastre estuvieran entre los bizantinos rescatados en el intercambio de prisioneros de febrero de 884, y ochenta años más tarde, cuando Tarso cayó en manos de los bizantinos, el emperador Nicéforo II Focas recuperó las siete cruces de oro y plata tomadas por Yazaman.